# Rue de Pali-Kao
La rue de Pali-Kao est une voie située dans le quartier de Belleville du 20e arrondissement de Paris en France.

## Situation et accès
La rue de Pali-Kao est desservie par la ligne 2 à la station Couronnes.

## Origine du nom
Elle porte le nom de la bataille de Palikao, qui constitue une victoire remportée en Chine par l’armée franco-anglaise le 21 septembre 1860, lors de la seconde guerre de l'opium.

## Historique
Cette voie de l'ancienne commune de Belleville est classée dans la voirie parisienne par le décret du 23 mai 1863 sous le nom de  « rue Napoléon », entre le boulevard de Belleville et la rue Bisson et prend son nom actuel par un décret du 24 août 1864. 
La partie située entre les rues Bisson et Julien-Lacroix également située sur l'ancienne commune de Belleville et classée dans la voirie parisienne en 1863 sous le nom de « square Napoléon » prend la dénomination de « rue de Pali-Kao » par un arrêté du 1er février 1877.

## Bâtiments remarquables et lieux de mémoire
Cette rue, en pente, débute boulevard de Belleville et monte sur les hauteurs de Belleville jusqu'au niveau de la rue Julien-Lacroix.
Le no 5 fut habité par la chanteuse Berthe Sylva en 1935-1936.
- L’usine de Pali-Kao, située dans la rue, a été un haut lieu de la création artistique alternative du début des années 1980. À sa place se trouve désormais une école maternelle.
- Le jardin de Pali-Kao est accessible au no 38 de la rue.

## Mentions littéraires et musicales
Jean Echenoz, dans son roman Envoyée spéciale (2016), y situe une partie de l'intrigue dans le studio de travail du compositeur fictif Lou Tausk.
La rue est fréquemment citée dans la Saga Malaussène de Daniel Pennac, dont la majeure partie de l'action se déroule à Belleville, en particulier dans Monsieur Malaussène (1995).
La Bataille de Pali-Kao (1998) est un album de Bérurier Noir compilant une vingtaine de chansons enregistrées lors des premiers concerts donnés par le groupe entre 1983 et 1984, notamment plusieurs morceaux enregistrés lors d'un concert à l'Usine de Pali-Kao, qui a donné son nom à l'album.